# Polymeria
Polymeria es un género con doce especies de plantas con flores perteneciente a la familia de las convolvuláceas.

## Especies
- Polymeria ambigua R.Br.
- Polymeria angusta F.Muell.
- Polymeria calycina R.Br.
- Polymeria distigma Benth.
- Polymeria lanata R.Br.
- Polymeria longifolia Lindl.
- Polymeria marginata Benth.
- Polymeria mollis Domin
- Polymeria occidentalis F.Muell.
- Polymeria pusilla R.Br.
- Polymeria quadrivalvis R.Br.
- Polymeria subhirsuta Domin